# Monte Castelo (Santa Catarina)
Monte Castelo is een gemeente in de Braziliaanse deelstaat Santa Catarina. De gemeente telt 8.328 inwoners (schatting 2009).

## Aangrenzende gemeenten
De gemeente grenst aan Major Vieira, Papanduva, Rio do Campo en Santa Cecília.